# Torneo de Belgrado 2012
El Torneo de Belgrado 2012 o Serbia Open fue la última edición de un evento de tenis perteneciente a la ATP en la categoría ATP World Tour 250. Se disputaba desde el 28 de abril hasta el 6 de mayo, sobre tierra batida.

## Campeones

### Individuales masculino
Andreas Seppi vence a  Benoît Paire por 6-3, 6-2.
- Fue el primer título del año para el italiano y el segundo de su carrera.

### Dobles masculino
Jonathan Erlich /  Andy Ram vencen a  Martin Emmrich /  Andreas Siljestrom por 2-6, 6-4, 10-6.